# Шежамка
Шежамка или Шежымка (Шежемка, Шежма) — река в России, течёт по территории Усть-Вымского района и Княжпогостского района Республики Коми. Устье реки находится справа на втором километре безымянной протоки Вычегды на её 272-м километре, у села Айкино на высоте 64 м над уровнем моря. Длина реки составляет 77 км.
Принимает в себя притоки Немыт в 6 км от устья справа и Дозморка (38 км от устья, справа), а также реку без названия (63 км от устья, справа), реки Чая (справа, несколько км ниже устья Дозморки) и Туруна (слева). Пересекается автодорогой 87К-094 и железнодорожную линию Микунь-Сыктывкар.

## Данные водного реестра
По данным государственного водного реестра России относится к Двинско-Печорскому бассейновому округу, водохозяйственный участок реки — Вычегда от города Сыктывкар и до устья, речной подбассейн реки — Вычегда. Речной бассейн реки — Северная Двина.
Код объекта в государственном водном реестре — 03020200212103000022873.